# God’s Entertainment
God’s Entertainment (GE) ist ein experimentelles Theater-Performance-Kollektiv aus Wien.

## Geschichte
Die im Jahr 2006 gegründete Künstlergruppe arbeitet in den Bereichen Performance, Happening, Visual-Art, Sound und Veranstaltungsorganisation und steht laut Eigenaussagen stets in Konfrontation mit der politischen und kulturellen Identität Österreichs. Als Spielfeld nützt GE nicht nur die Theaterbühne. Zahlreiche Aktionen finden im öffentlichen Raum statt, wobei stets das Publikum in das Geschehen miteinbezogen wird und die meisten ihrer Arbeiten prägt.
Die Aktionen sind bekannt für ihre Intensität und enden mitunter mit einem blauen Auge, einer gebrochenen Rippe und einer gebrochenen Nase, wie bei der Performance „Fight Club realtekken“. Dabei erhielten zwei Zuschauer Joysticks, mit denen sie mittels Lichtsignalen zwei reale Personen steuern konnten. In der Folge schlugen und traten die beiden Akteure wie bei einem Videospiel aufeinander ein, während die übrigen Gäste ihre Wetten abschlossen.
Die Gruppe hat Shows und Veranstaltungen an Theaterhäusern und Kulturstätten in Wien (brut Wien, WUK, Ragnarhof, dietheater, Konzerthaus, Wiener Festwochen), Krems (Donaufestival), Linz (brechREIZ), Hamburg (kampnagel), Berlin (Sophiensäle: Freischwimmer Festival), Erlangen (ARENA der jungen Künste), Bochum, München, Zürich (Stromereien Performance Festival), Liverpool, Žilina, Brno und Prag produziert.

## Beteiligte
Das Ensemble besteht u. a. aus dem diplomierten Sanitäter und Studenten der Theaterwissenschaft Boris Ceko, dem ausgebildeten Tischler und Architekturstudenten Simon Steinhauser sowie Maja Degirmendzic, Thomas Pavlidi, Bernhard Tobola, Jevgeni Beliaikin, Lena Wicke, Michael Miess, Zsuzsanna Iszlay, Domokos Iszlay, Max Max und Christian Ruppel.

## Werkverzeichnis (Ausschnitt)
- 2011: Das Tierreich – Performance-Party (Wien: brut Wien)
- 2011: Tirol isch lei Oans – Ausstellung (Wien: WUK)
- 2010: Trans-Europa-Bollywood[7] – Performical (Wien: WUK)
- 2010: VIENNA INTERNATIONAL – ein Tourismusprojekt – Performance mit fingierten Tourismuspilgerstätten (Wien: brut Wien)
- 2010: Recyclingmaschine – Ein wissenschaftliches Forschungsprojekt zum Menschenrecycling – Performance (Wien: Wiener Festwochen)
- 2009: 68-89 – Kunstschmuggel – (Hamburg, Berlin)
- 2009: 68-89 – WIEN-RAAB-PRESSBURG (Stanica Žilina, Brno, Prag)
- 2009: Vielen Dank für Ihre Aufmerksamkeit! – Performance (Berlin: Freischwimmerfestival)
- 2009: This is not 9/11? – Performance (Wien)
- 2009: Desäkularisierung der Minoritenkirche in Krems – Performance (Krems, Donaufestival)
- 2009: Slumhaus – Bauslum (Dessau)
- 2009: Sex Gods and Waterloo P – Kopro-Gesellschaft – (Erlangen, Arena der jungen Künste Festival)
- 2009: Shivers – Arbeitstitel Performance – (Hamburg)
- 2008–2011: Europa – Schön, dass Sie hier – Performance-Klub-Party (Hamburg, Wien)
- 2008: GE's open office – lebende Installation (Erlangen: Arena der jungen Künste Festival)
- 2008: Passantenbeschimpfung[8] – Lesung (Wien: Karlsplatzpassage)
- 2008: This is not...? Serie | Super Nase & Co – Performance (Wien: Liechtensteinstrasse)
- 2007: Love-Club – Performance (Hamburg, Wien, Liverpool)
- 2007: Das ist Fantastisch – Performance-Modeschau (Wien)
- 2007: Die Geburt der Brut – Bruteröffnung von GE (Wien: Konzerthaus)
- 2007: Die lange Nacht der Alten – Talkshow (Wien)
- 2007: Radovan Karadžić: King of Comedy – Performance (Wien: dietheater)
- 2006–2008: Sonst noch ein Wunsch – (Wien: Freie Bühne Wieden, dietheater, WUK)
- 2006–2007: Stadt ist anders? – Performance (Wien, Krems, Zürich, Bochum)
- 2006: fehlender Titel – ein kontroverses GEs Spiel zur WM 2006 (Wien: Ragnarhof, dietheater)
- 2006: Mossad – Mozart Referat 2056 – Performance (Wien: Referat Mozart 2056)
- 2006: Requiem für die toten Schweine – Performance (Wien: Referat Mozart 2056)
- 2006: Self portrait – Performance in elevator (Wien: MUMOK)
- 2006: Fight Club realtekken[9] – Aktion/Performance (Krems: Donaufestival)
- 2006: Mahlzeit – Performance für Hedonisten – (Linz: brechREIZ)